# KC Accidental
I KC Accidental sono un gruppo rock canadese. I membri fondatori sono Kevin Drew e Charles Spearin (quest'ultimo già membro dei Do Make Say Think), dai cui nomi sono tratte le due lettere iniziali della denominazione della band.

## Storia
Il progetto dei KC Accidental prende avvio alla fine del 1997 con alcune canzoni registrate artigianalmente. Fino ad oggi la band ha pubblicato due album per lo più strumentali: Captured Anthems for an Empty Bathtub e Anthems for the Could've Bin Pills.
I KC Accidental sono inoltre membri della formazione base dei Broken Social Scene.

## Scioglimento
I KC Accidental si sono implicitamente sciolti nel 2000 dopo il loro secondo album. Da quel momento in poi Kevin Drew e Charles Spearin, come del resto tutte le persone che hanno partecipato alla produzione artistica dell'album Anthems for the Could've Bin Pills, si sono dedicati a tempo pieno alla causa dei Broken Social Scene.

## Discografia
- 1998 Captured Anthems for an Empty Bathtub
- 2000 Anthems for the Could've Bin Pills